# Labena flavatoria
Labena flavatoria là một loài tò vò trong họ Ichneumonidae.